# 西塞街道
西塞山街道是中国湖北省黄石市西塞山区下辖的一个街道。

## 行政区划
西塞山街道下辖白鹭社区、道仕袱村、石磊山村、大排山村、凉山村、风波港村。